# Maggi Hambling
Maggi Hambling (ur. 23 października 1945 w Sudbury) – brytyjska malarka, rysowniczka i rzeźbiarka.

## Twórczość
Maggi Hambling urodziła się 23 października 1945 roku w Sudbury w hrabstwie Suffolk. Kształciła się pod okiem Cedrika Lockwood Morrisa i Arthura Lett-Hainesa w East Anglian School of Painting and Drawing (Angielskiej Wschodniej Szkole Malarstwa i Rysunku) zanim rozpoczęła studia w Ipswich School of Art w latach 1962–1964, następnie w 1964–1967 uczyła się w Camberwell School of Art oraz w 1967–1969 w Slade School of Fine Art w Londynie. 
Była pierwszą artystką-rezydentką w National Gallery w Londynie w 1980 roku, krótko po tym, jak wykonała serię portretów aktora komediowego Maxa Walla. 
Głównie rozpoznawalna jest jako autorka rzeźb znajdujących się w przestrzeni publicznej Londynu: Rzeźby dla Mary Wollstonecraft odsłoniętej w listopadzie 2020 i Rozmowy z Oscarem Wilde z 1998 roku. Również w 2003 roku stworzyła 4-metrową pracę z metalu pt. Scallop poświęconą Benjaminowi Brittenowi, znajdująca się na plaży w Aldeburghu w Anglii. Na krawędzi muszli widnieją słowa z opery pt. Peter Grimes: „I hear those voices that will not be drowned”. 
Portrety jej autorstwa, rysunki i obrazy znajdują się w kolekcjach takich muzeów jak: Brytyjskim Muzeum, Muzeum Wiktorii i Alberta, Tate Gallery w Londynie, Szkockie Muzeum Sztuki Współczesnej w Edynburgu. 
Hambling mieszka i pracuje w Londynie.  

## Nagrody
W 1995 została nagrodzona Jerwood Painting Prize (razem z Patrickiem Caulfieldem). W tym samym roku została odznaczona Orderem Imperium Brytyjskiego IV klasy (OBE) za swoje oryginalne malarstwo. W 2005 zdobyła Marsh Award za wykonanie w przestrzeni publicznej rzeźby pt. Scallop. 
W 2010 została odznaczona Orderem Imperium Brytyjskiego III klasy (CBE).

## Życie prywatne
Maggi Hambling mówi o sobie, że jest lesbioniczna. W latach 80. związana była z Victorią „Tory” Dennistoun-Lawrence, razem mieszkały na prowincji niedaleko Saxmundham w hrabstwie Suffolk. Później związana była z modelką Henriettą Moraes aż do jej śmierci w 1999. Hambling stworzyła szereg upamiętniających ją portretów wykonanych węglem.

## Galeria

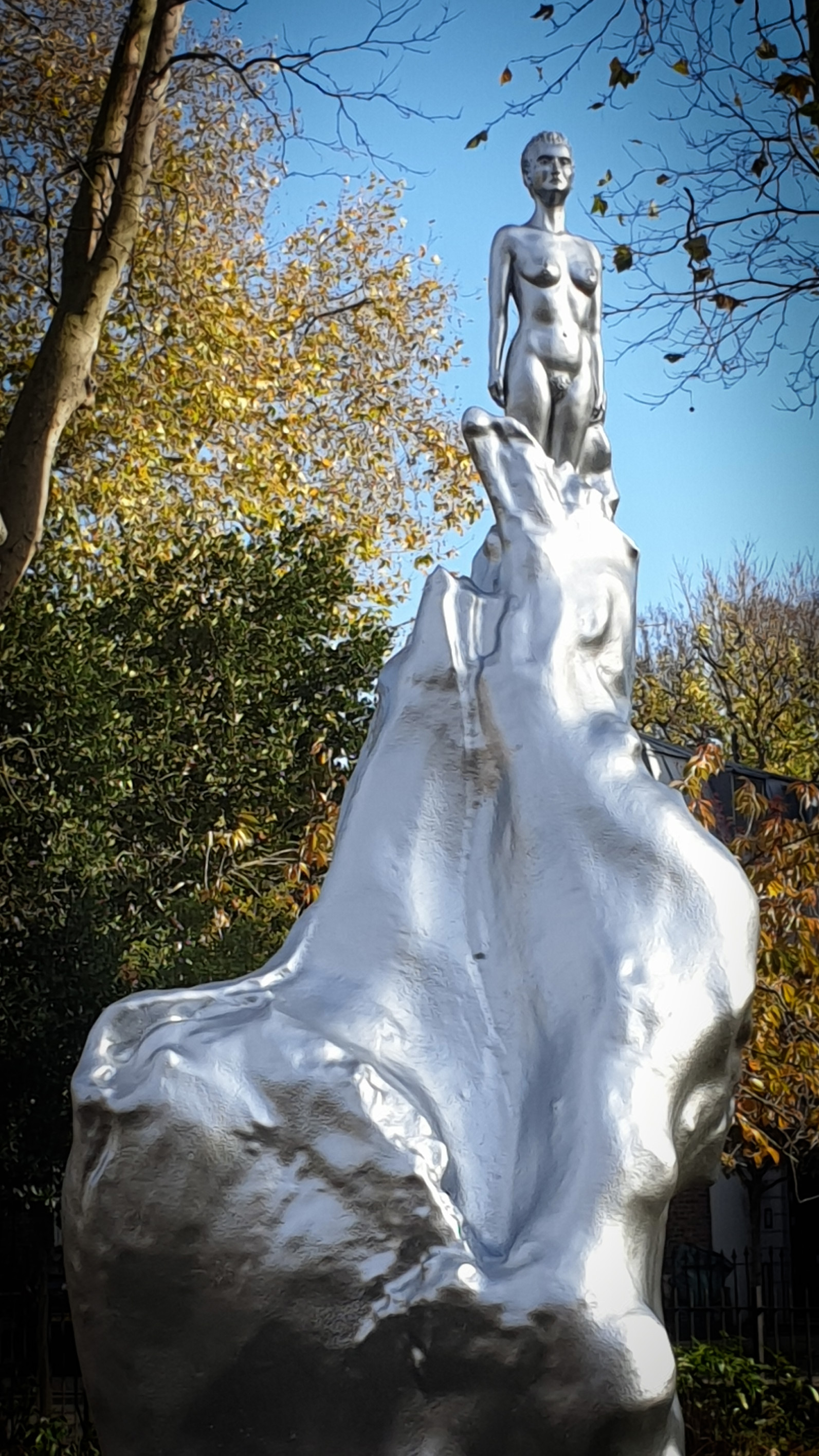
Maggi Hambling Rzeźba dla Mary Wollstonecraft / A Sculpture for Mary Wollstonecraft, rzeźba, 2020
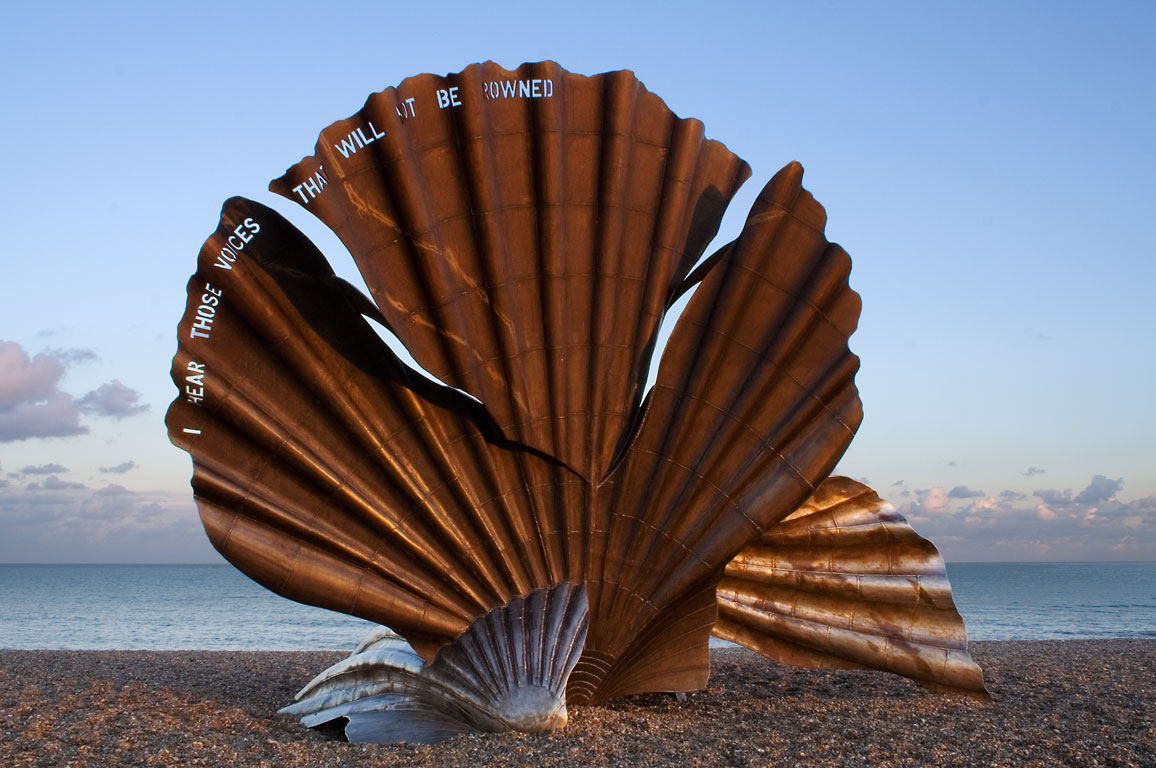
Maggi Hambling The Scallop / Muszla, rzeźba, 2003
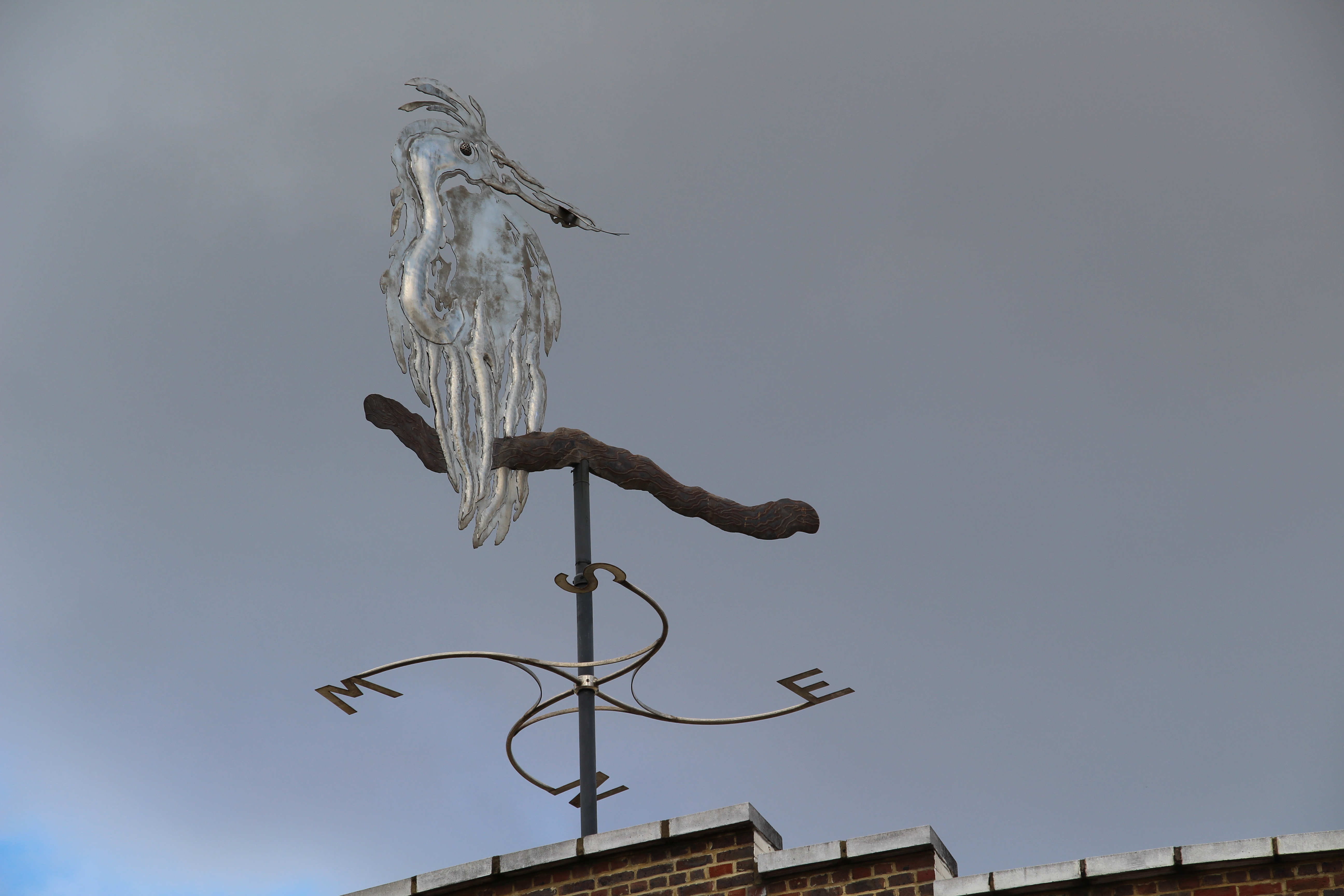
Maggi Hambling Brixton Heron, rzeźba, 2010
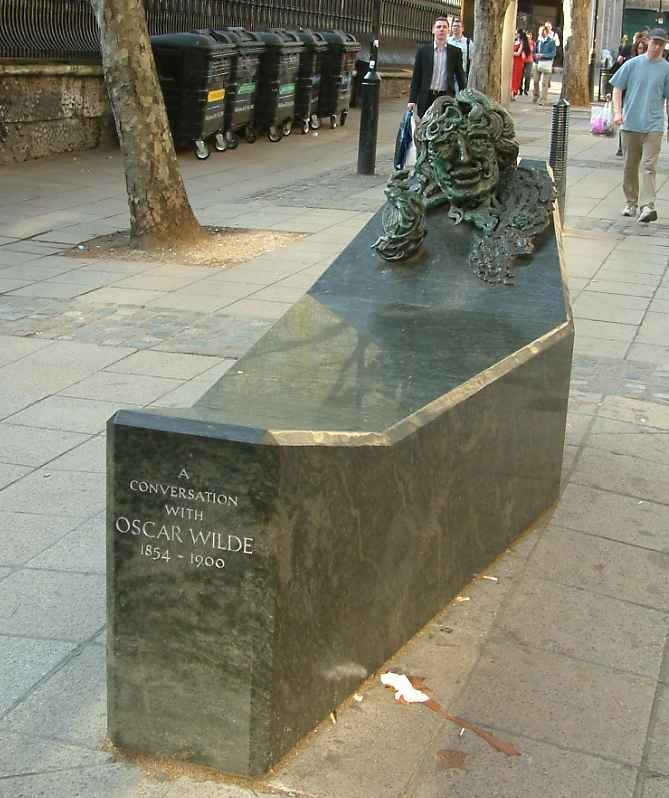
Maggi Hambling Rozmowa z Oscarem Wilde / A Conversation with Oscar Wilde, rzeźba, 1998